# Mert Kömür
Mert Kömür (Dachau, Baviera, Alemania, 17 de julio de 2005) es un futbolista alemán que juega de centrocampista en el F. C. Augsburgo de la Bundesliga.

## Trayectoria
Fue canterano del TSV 1865 Dachau y del TSV 1860 Múnich, antes de pasar a la cantera del FC Augsburgo en 2019. Ascendió al F. C. Augsburgo II de la Regionalliga Bayern en 2023. Firmó su primer contrato profesional con el F. C. Augsburgo el 8 de febrero de 2023 hasta 2027. Debutó como titular y profesional con el Augsburgo como suplente en la derrota por 3-1 en la Bundesliga ante el TSG 1899 Hoffenheim el 7 de abril de 2024.

## Selección nacional
Nacido en Alemania, es de ascendencia turca. Es internacional juvenil con Alemania, con la que ha jugado hasta la Alemania sub-19.

## Estadísticas

### Clubes
Actualizado al último partido disputado el 4 de febrero de 2025.
| Club                          | Div.          | Temporada     | Liga  | Liga  | Liga   | Copas nacionales | Copas nacionales | Copas nacionales | Copas internacionales | Copas internacionales | Copas internacionales | Total | Total | Total  |
| Club                          | Div.          | Temporada     | Part. | Goles | Asist. | Part.            | Goles            | Asist.           | Part.                 | Goles                 | Asist.                | Part. | Goles | Asist. |
| ----------------------------- | ------------- | ------------- | ----- | ----- | ------ | ---------------- | ---------------- | ---------------- | --------------------- | --------------------- | --------------------- | ----- | ----- | ------ |
| F. C. Augsburgo II · Alemania | 4.ª           | 2022-23       | 10    | 2     | 0      | ―                | ―                | ―                | ―                     | ―                     | ―                     | 10    | 2     | 0      |
| F. C. Augsburgo II · Alemania | 4.ª           | 2023-24       | 13    | 2     | 1      | ―                | ―                | ―                | ―                     | ―                     | ―                     | 13    | 2     | 1      |
| F. C. Augsburgo II · Alemania | 4.ª           | 2024-25       | 4     | 1     | 0      | ―                | ―                | ―                | ―                     | ―                     | ―                     | 4     | 1     | 0      |
| F. C. Augsburgo II · Alemania | Total club    | Total club    | 27    | 5     | 1      | 0                | 0                | 0                | 0                     | 0                     | 0                     | 27    | 5     | 1      |
| F. C. Augsburgo · Alemania    | 1.ª           | 2023-24       | 4     | 1     | 0      | ―                | ―                | ―                | ―                     | ―                     | ―                     | 4     | 1     | 0      |
| F. C. Augsburgo · Alemania    | 1.ª           | 2024-25       | 9     | 1     | 1      | 3                | 0                | 0                | ―                     | ―                     | ―                     | 12    | 1     | 1      |
| F. C. Augsburgo · Alemania    | Total club    | Total club    | 13    | 2     | 1      | 3                | 0                | 0                | 0                     | 0                     | 0                     | 16    | 2     | 1      |
| Total carrera                 | Total carrera | Total carrera | 40    | 7     | 2      | 3                | 0                | 0                | 0                     | 0                     | 0                     | 43    | 7     | 2      |